# Claude d’Annebault

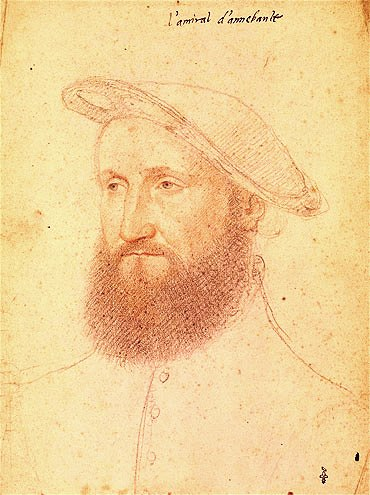
Porträt von Claude d’Annebault (um 1535)

Claude d’Annebault, Baron von Retz und La Hunaudaye (* um 1495; † 2. November 1552 in La Fère) war ein französischer Feldherr und Staatsmann. Er gehörte zu den bedeutendsten Günstlingen des Königs Franz I. und wurde 1538 zum Marschall von Frankreich sowie 1544 zum Admiral von Frankreich ernannt. Unter Heinrich II. fiel er eine Weile in Ungnade, erlangte dann aber die Gunst des Hofs wieder und wurde Berater der Königin Katharina von Medici.

## Leben

### Abstammung und frühe militärische Karriere
Claude d’Annebault entstammte einem bis ins 11. Jahrhundert zurückverfolgbaren Adelsgeschlecht der Normandie, das insbesondere Besitzungen im Pays d’Auge hatte. Aus ihm gingen die dortigen Herren von Appeville-Annebault, einem im Tal der Risle gelegenen Dorf, hervor. Während des Hundertjährigen Kriegs blieb die Familie den französischen Königen treu. Der Vater von Claude d’Annebault, Jean V d’Annebault († 1534), besaß bereits große Ländereien und war ein Kammerherr des französischen Königs Franz I. Er war mit Catherine de Jeucourt verheiratet und hatte mit ihr mindestens sechs Kinder, nämlich vier Töchter (Anne, Jeanne, Jacqueline und Marie) sowie zwei Söhne, Claude und Jacques, welch letzterer Kardinal wurde und 1558 in Rouen starb.
Als Erbe seines Vaters konnte Claude d’Annebault als junger Mann einer aussichtsreichen Zukunft entgegenblicken. Er wurde aufgrund der Stellung seines Vaters in mächtige Familien der Normandie eingeführt und mit bedeutenden Persönlichkeiten dieser Region bekannt. 1519 wurde er Mundschenk des Königs, doch insbesondere ergriff er eine militärische Karriere. Er zeichnete sich zuerst bei seiner Teilnahme an der Verteidigung der Stadt Mézières aus, als diese 1521 durch den Grafen von Nassau belagert wurde. Hierauf zog er als Leutnant in der Kompanie des Grafen François I. de Saint-Pol am 24. Februar 1525 in die für die Franzosen unglücklich endende Schlacht bei Pavia und gehörte mit René de Montjean und La Roche du Maine zu der kleinen Gruppe von Hofherren, die es ablehnten, den Herzog von Alençon auf dessen Rückzug zu begleiten. Stattdessen bahnte er sich den Weg zu Franz I. und folgte diesem in die Gefangenschaft. Er kam bald wieder frei, gewann aber durch diese große Loyalität beweisende Aktion die besondere Gunst des Königs, der sie ihm in der Folge stets gewährte.

### Ehe und Nachkommen
1525 oder 1526 ging Claude d’Annebault eine Ehe mit Françoise de Tournemine († 1553) ein und avancierte so zum Baron von Retz und La Hunaudaye sowie zu einem der reichsten Herren der Bretagne. Aus der Ehe gingen zwei Kinder hervor:
1. Jean d’Annebault (* 1527; † 19. Dezember 1562 in der Schlacht bei Dreux), Baron von Retz, Herr von Machecoul, d’Annebault und La Hunaudaye; ⚭ Claude Catherine de Clermont (1543–1603)
2. Madeleine (* 1528; † 3. Juni 1568), Vicomtesse von Pont-Audemer
  1. ⚭ 1. 1544 Marquis Gabriel de Saluces (1501–1548)
  2. ⚭ 2. 1550 Jacques de Silly († 1570), Graf von La Rochepot und Rochefort, Herr von La Roche-Guyon und Montmirail

### Aufstieg zu einem Hauptgünstling des Königs Franz I.
Nach der Schlacht von Landriano (21. Juni 1529), in der der Graf von Saint-Pol in Gefangenschaft geriet, führte Claude d’Annebault die geschlagenen französischen Truppen nach Asti zurück. Dann erhielt er seine eigene Kompanie, wurde u. a. Bailli von Évreux und bekleidete anschließend eine machtvolle Stellung in der Normandie. Als sein Vater 1534 starb, wurde er als dessen Erbe eine sehr bedeutende Persönlichkeit am Hof.
Im Zug des Kriegs gegen den Herzog von Savoyen gehörte Claude d’Annebault als General der leichten Kavallerie zu den Hauptfeldherren, die im März 1536 Piemont eroberten. Dann verteidigte er mit Burie Turin erfolgreich gegen die Truppen Kaiser Karls V. 1537 eroberte er an der Front in der Picardie die Stadt Saint-Pol und rettete Thérouanne, indem er diese Stadt zweimal verproviantierte. Bei der zweiten Versorgungsmission von Thérouanne geriet er jedoch erneut in Gefangenschaft und blieb, obwohl der französische König sofort zur Zahlung des hohen für ihn geforderten Lösegelds bereit war, bis zum Abschluss des Friedens zwischen Franz I. und Karl V. 1538, an dem er mitwirkte, Gefangener der ungarischen Königin. Im Februar 1538 wurde er zum Marschall von Frankreich ernannt.
Im September 1539 rückte Claude d’Annebault zum Gouverneur des Piemont auf, welchen Posten er bis Ende 1543 behielt. Er konnte in kurzer Zeit die Fehler der ungeschickten Regierung seines Vorgängers René de Montjean ausmerzen und schuf die Grundlagen für die Integration von Piemont ins französische Reich. Er legte die Verwaltung der Region in die Hände kompetenter Berater, als er im November 1539 als außerordentlicher Gesandter zusammen mit Alfonso d’Avalos, Marchese del Vasto, der als Vertreter Karls V. fungierte, nach Venedig reiste. Offiziell wollten die drei Mächte ein Bündnis gegen das Osmanische Reich schmieden, doch jede Seite verfolgte in Wirklichkeit ihre eigenen Interessen. Entgegen den Plänen des Kaisers verhandelten die Venezianer und Guillaume Pellicier, der offizielle französische Botschafter in Venedig, insgeheim über den Frieden, der im Mai 1540 zwischen der Republik und den Osmanen geschlossen wurde. Inzwischen war d’Annebault über Turin, wo er Guillaume du Bellay, Seigneur de Langey als seinen Vertreter zur Ausübung der Regierung im Piemont zurückgelassen hatte, wieder an den französischen Hof zurückgekehrt.
Nachdem Anne de Montmorency in Ungnade gefallen war, gewann Claude d’Annebault noch mehr Einfluss und hatte bereits im November 1540 Aufnahme in den engeren königlichen Rat gefunden. Allerdings setzte Franz I. nicht so schnell einen Nachfolger Montmorencys ein. Von August bis Oktober 1541 weilte d’Annebault zur Vorbereitung eines neuen Kriegs wieder in Italien. Er gehörte nun zusammen mit dem nach kurzzeitiger Ungnade wieder in die Gunst Franz’ I. zurückgekehrten Philippe Chabot, dem Grafen von Saint-Pol und dem Kardinal von Tournon zu den mächtigsten Männern Frankreichs und Hauptgünstlingen des Königs. Mit dieser Konstellation befanden sich die Vertrauten der Herzogin von Étampes, einer Mätresse des Königs, an der Macht, dagegen war die Partei des Dauphins Heinrich (II.)  unterlegen. Im Juni 1542 marschierte d’Annebault als Oberbefehlshaber der französischen Armee nach Italien, ohne viel auszurichten. Er musste dann bei militärischen Operationen vor Perpignan und, nach Piemont zurückgekehrt, vor Coni Misserfolge einstecken: Beim Alpenübergang über den Mont Cenis im Januar 1543 verlor er durch einen Schneesturm einen Teil seiner Soldaten. Dennoch gewährte ihm Franz I. unverändert seine Gunst.
König Heinrich VIII. von England und Kaiser Karl V. gingen unterdessen ein Bündnis gegen Frankreich ein, das zu einem neuen Krieg führte. Claude d’Annebault befehligte 1543 zunächst die Truppen im Hennegau und eroberte dann Landrecies und Luxemburg. Als Chabot im Juni 1543 starb, wurde er erster Minister des Königs, im Februar 1544 Admiral von Frankreich, dann auch Gouverneur der Normandie. Der Krieg von 1544 entwickelte sich für Franz I. sehr ungünstig; der Kaiser drang in Frankreich ein und bedrohte Paris. D’Annebault gehörte zu den Verhandlern des Friedens von Crépy (September 1544), der die französisch-habsburgischen Auseinandersetzungen kurzzeitig beendete.
Da der Krieg Frankreichs gegen König Heinrich VIII. weiterhin andauerte – die Engländer hatten im September 1544 Boulogne erobert –, rüstete Claude d’Annebault im Winter 1544/45 eine Flotte von 150 großen und  60 kleineren Kriegsschiffen sowie 25 Galeeren aus, um eine Landung auf den Britischen Inseln zu versuchen. Die englische Flotte war der französischen an Größe deutlich unterlegen. D’Annebault errang im Juli 1545 bei der Isle of Wight einige kleinere Erfolge gegen die Briten wie die Versenkung eines ihrer Kriegsschiffe, der Mary Rose, doch konnte er Portsmouth nicht einnehmen und die beabsichtigte Landung nicht ausführen. Im nächsten Jahr handelte er mit dem Admiral von England den Frieden von Ardres (Juni 1546) aus und reiste dann zur Ratifizierung des Vertrags nach England.
In den letzten Regierungsjahren Franz’ I. war Claude d’Annebault dessen erster Ratgeber, organisierte dessen Audienzen, arbeitete eng mit dem Kardinal von Tournon zusammen und hatte maßgeblichen Einfluss auf die französische Finanzverwaltung, Diplomatie und Militärangelegenheiten. Ab 1546 führte er immer mehr die Regierungsgeschäfte für den kranken König, der aber stets das letzte Wort behielt. D’Annebault stellte die Staatsfinanzen wieder auf solide Beine und arbeitete in Geheimdiplomatie an einem gegen den Kaiser gerichteten Bündnis mit England und protestantischen Fürsten, das aufgrund des Todes Franz’ I. (31. März 1547) nicht zustande kam. Er führte den Leichenzug des verstorbenen Königs bis zur Kathedrale von Saint-Denis.

### Laufbahn unter Heinrich II. und Tod
Franz I. hatte Claude d’Annebault auf seinem Totenbett ein Legat von 100.000 Livres vermacht und dem Dauphin dringend geraten, die Dienste und Ratschläge seines Günstlings zu nutzen. Doch als neuer König ignorierte Heinrich II., die Empfehlung seines Vaters und setzte den zurückberufenen Montmorency an die Stelle d’Annebaults, der in Ungnade fiel, seine Marschallswürde verlor und sich nun um die Regierung der Normandie kümmerte. Montmorency grollte d’Annebault, der sich aber ansonsten nicht viele Feinde gemacht hatte, als er an der Macht gewesen war, und außerdem u. a. die Unterstützung der mit ihm befreundeten mächtigen Familie Guise genoss. So wurde er nach einiger Zeit wieder an führender Stelle im Staatsdienst eingesetzt.
Als Admiral spielte Claude d’Annebault zunächst während eines neuen französischen Kriegs gegen England eine bedeutende Rolle. Im September 1550 bereitete er die Ankunft der schottischen Königinwitwe Marie de Guise in Frankreich vor. Nach der Kriegserklärung Heinrichs II. an Karl V. im Frühjahr 1551 verstärkte d’Annebault die Häfen und erbat ein neues Flottenkommando. Gleichzeitig leitete er die Rückkehr Maria Stuarts nach Schottland in die Wege. Bevor der französische König Anfang 1552 gegen Lothringen zog, berief er d’Annebault zum Generalleutnant der als Regentin zurückgelassenen Königin Katharina von Medici. D’Annebault nahm wieder im engeren königlichen Rat Platz, kommandierte auch die „Armee der Königin“ und eroberte Anfang Juni 1552 das von Truppen der ungarischen Königin besetzte Stenay zurück. Dann führte er dem aus Lothringen zurückgekehrten und  Damvillers belagernden Heinrich II. seine Truppen zu; Damvillers wurde erobert. Im Auftrag des Königs zog er daraufhin zur Verteidigung der Picardie und half dem Herzog von Vendôme bei der Rückeroberung von Hesdin. Von einem Fieber befallen, zog er sich nach Le Fère zurück und starb dort am 2. November 1552.